# Paul Tagliabue
Paul John Tagliabue (ur. 24 listopada 1940 w Jersey City) – komisarz National Football League w latach 1989–2006, były prawnik.

## Życiorys
Tagliabue urodził się w Jersey City. Jest włoskiego pochodzenia. Otrzymał stypendium sportowe od Georgetown University i był kapitanem koszykarskiej sekcji Georgetown Hoyas w sezonie 1961–1962.

## Kariera w NFL
Początkowo pracując w NFL jako prawnik, Tagliabue został wybrany następcą Pete'a Rozelle'a na stanowisku komisarza w 1989 r.

### Rozwój ligi
Podczas swojej działalności Tagliabue poszerzył liczbę drużyn w lidze z 28 do 32. Utworzenie Carolina Panthers oraz Jacksonville Jaguars zostało ogłoszone w 1993 r., a swój pierwszy sezon obie drużyny rozegrały dwa lata później.
W 1996 r. Art Modell przeniósł bez zgody pozostałych właścicieli drużyn Cleveland Browns do Baltimore. Kompromis zawarty pomiędzy nim a komisarzem pozwolił zatrzymać Modellowi swoją drużynę pod nową nazwą Baltimore Ravens, jednocześnie tworząc trzydziestą pierwszą drużynę w Cleveland. Odziedziczyła ona nazwę, kolory oraz historię od oryginalnych Browns. Ostatnią nową franczyzą zostali Houston Texans, którzy swój pierwszy sezon rozegrali w 2002 r.

### NFL w Europie
NFL pod przewodnictwem Tagliabue'a kontynuowało coroczne rozgrywanie jednego meczu przedsezonowego poza Stanami Zjednoczonymi w ramach American Bowl.
Tagliabue utworzył wiosenną ligę rozwojową nazwaną World League of American Football w 1991 r. Brak sukcesów finansowych spowodowało zamknięcie ligi po dwóch sezonach, jednak została otworzona na nowo i przemianowana na NFL Europe w 1995 r. Ligę utworzyło sześć drużyn z siedzibami w Niemczech, Holandii, Hiszpanii i Wielkiej Brytanii. Roger Goodell, następca Tagliabue'a, rozwiązał NFL Europe w 2007 r.

### Relokacje drużyn
W 1995 r. obie drużyny z siedzibą w Los Angeles opuściły miasto – Rams przenieśli się do St. Louis, a Raiders powrócili do Oakland.
W 1997 r. Houston Oilers relokowali się do Tennessee, zmieniając później swoją nazwę na Tennessee Titans.

### Emerytura
Kadencja Tagliabuego zakończyła się 1 września 2006 r., kiedy to stanowisko komisarza objął Roger Goodell.
Jako komisarz Tagliabue uzyskał publiczną aprobatę przenosząc Super Bowl XXVII z Arizony do Kalifornii w odpowiedzi na odmowę ustanowienia święta stanowego na cześć Martina Luthera Kinga przez arizońskie władze. Jest on również uznawany za główną postać w przekonaniu właściciela New Orleans Saints Toma Bensona do zaprzestania prób przeniesienia drużyny do San Antonio w odpowiedzi na zniszczenia dokonane przez huragan Katrina.